# Hinckley (Illinois)
Hinckley es una villa ubicada en el condado de DeKalb en el estado estadounidense de Illinois. En el Censo de 2010 tenía una población de 2070 habitantes y una densidad poblacional de 941,38 personas por km².

## Geografía
Hinckley se encuentra ubicada en las coordenadas 41°46′17″N 88°38′20″O / 41.77139, -88.63889. Según la Oficina del Censo de los Estados Unidos, Hinckley tiene una superficie total de 2.2 km², de la cual 2.18 km² corresponden a tierra firme y (0.94%) 0.02 km² es agua.

## Demografía
Según el censo de 2010, había 2070 personas residiendo en Hinckley. La densidad de población era de 941,38 hab./km². De los 2070 habitantes, Hinckley estaba compuesto por el 96.71% blancos, el 0.48% eran afroamericanos, el 0.34% eran amerindios, el 0.39% eran asiáticos, el 0.19% eran isleños del Pacífico, el 0.92% eran de otras razas y el 0.97% pertenecían a dos o más razas. Del total de la población el 5.27% eran hispanos o latinos de cualquier raza.